# Andrea Pérez Peña
Pour les articles homonymes, voir Pérez et Peña (homonymie).
Andrea Pérez Peña, née le 7 avril 1990 dans la province du Guayas, est une tireuse sportive équatorienne.

## Carrière
Elle est médaillée d'or au pistolet à 25 mètres aux Championnats américains de 2014 à Guadalajara. Elle remporte aux Jeux panaméricains de 2019 à Lima la médaille d'argent au pistolet à air à 10 mètres et deux médailles de bronze, au pistolet à 25 mètres et au pistolet à air à 10 mètres mixte.